# Illigera
Illigera – rodzaj należący do rodziny hernandiowatych. Obejmuje około 30 gatunków występujących w tropikalnej Azji i Afryce. 

## Morfologia
PokrójZimozielone liany wspinające się za pomocą ogonków liściowych.
LiścieSkrętoległe, ogonkowe, trój-, rzadko pięciolistkowe.
KwiatyObupłciowe, pięciokrotne zebrane wierzchotkowate kwiatostany wyrastające z kątów liści. Listki okwiatu wyrastają w dwóch okółkach. Listki są owalne lub podłużnie eliptyczne, w zewnętrznym okółku z 3-5 wiązkami przewodzącymi, w wewnętrznym z 1-3 wiązkami. Pręcików jest 5 z rozwijającymi się między nimi gruczołami. Słupek z szyjka nitkowatą z tarczowatym, podzielonym znamieniem.
OwoceOskrzydlone (z 2-3 skrzydełkami), zawierające pojedyncze nasiona.

## Systematyka
Pozycja systematyczna według APweb (aktualizowany system APG IV z 2016)
Jeden z dwóch rodzajów podrodziny Hernandioideae z rodziny hernandiowatych (Hernandiaceae) siostrzanej dla rodziny wawrzynowatych (Lauraceae) w obrębie rzędu  wawrzynowców (Laurales):
Wykaz gatunków
- Illigera aromatica S.Z. Huang & S.L. Mo
- Illigera brevistaminata Y.R. Li
- Illigera celebica Miq.
- Illigera cordata Dunn
- Illigera glabra Y.R. Li
- Illigera grandiflora W.W. Sm. & Jeffrey
- Illigera henryi W.W. Sm.
- Illigera khasiana C.B. Clarke
- Illigera luzonensis (C. Presl) Merr.
- Illigera nervosa Merr.
- Illigera orbiculata C.Y. Wu
- Illigera parviflora Dunn
- Illigera pentaphylla Welw.
- Illigera pseudoparviflora Y.R. Li
- Illigera rhodantha Hance
- Illigera trifoliata (Griff.) Dunn
- Illigera vespertilio (Benth.) Baker f.